# Canton de Monthermé
Le canton de Monthermé est une ancienne division administrative française située dans le département des Ardennes et la région Champagne-Ardenne.

## Géographie
Ce canton était organisé autour de Monthermé dans l'arrondissement de Charleville-Mézières. Son altitude moyenne était de 221 m.

## Représentation

### conseillers généraux
| Période | Période      | Identité                                | Étiquette     | Qualité                                                                                                  |
| ------- | ------------ | --------------------------------------- | ------------- | --- |
| 1833    | 1848         | Louis-Philippe Desrousseaux (1785-1875) |               | Manufacturier (verrier et métallurgiste) à Monthermé Propriétaire à Charleville                          |
| 1848    | 1883         | Jules François Riché-Tirman             | Droite        | Avocat à Charleville Député des Ardennes (1849-1851 et 1852-1860) Président de section au Conseil d'État |
| 1883    | 1901         | Alexandre Joseph Adonis Maré            | Républicain   | Fabricant de boulons à Bogny-Braux (Château-Regnault)                                                    |
| 1901    | 1913         | Albert Gérard                           | Rad.          | Industriel, maître de forges Conseiller municipal de Charleville Sénateur (1903-1930)                    |
| 1913    | 1919         | Paul Pierrot-Léger                      | SFIO          | Ouvrier ferronnier puis commerçant                                                                       |
| 1919    | 1936 (décès) | Emile Jevais                            | SFIO          | Ouvrier Maire de Braux (1919-1936)                                                                       |
| 1936    | 1940         | Clément Pierlot                         | PC-SFIC       | Ouvrier tôlier Maire de Deville (1935-1965)                                                              |
|         |              |                                         |               | |
| 1945    | 1949         | Clément Pierlot                         | PCF           | Ouvrier tôlier Président de l'Union des Syndicats CGT Maire de Deville                                   |
| 1949    | 1967         | René Hugot                              | SFIO puis DVG | Boulanger, commerçant puis représentant Maire de Braux (1945-1966) Maire de Bogny-sur-Meuse (1967-1977)  |
| 1967    | 1977 (décès) | André Compain                           | PCF           | Ouvrier Maire de Levrezy (1934-1940 et 1944-1953), ancien conseiller d'arrondissement                    |
| 1977    | 2004         | René Visse                              | PCF           | Ouvrier des PTT Député (1978-1981)                                                                       |
| 2004    | 2015         | Erik Pilardeau                          | PS            | Professeur des écoles spécialisé Maire de Bogny-sur-Meuse Elu en 2015 dans le Canton de Bogny-sur-Meuse  |

## Conseillers d'arrondissement
| Période                                  | Période          | Identité                              | Étiquette                | Qualité |
| ---------------------------------------- | ---------------- | ------------------------------------- | ------------------------ | --- |
| 1833                                     | 1836             | Jean Nicolas Alexis Morel (1776-1844) |                          | Maître de forges et négociant à Charleville                                                                 |
| 1836                                     | 1842             | M. Gendarme                           |                          | Marchand de bois, commandant du bataillon de la Garde Nationale, Monthermé                                  |
| 1842                                     | 1871             | Auguste Lagard-Dertelle (1806-1885)   |                          | Maître de forges à Monthermé et à Charleville                                                               |
| 1871                                     | 1885 (démission) | Léonard Laurent-Auzanne               |                          | Maître de forges à Monthermé                                                                                |
| 1885                                     | 1890 (décès)     | Nicolas Séraphin Pierret-Bosquet      | Conservateur indépendant | Industriel, maire de Levrézy                                                                                |
| 1890                                     | 1901 (démission) | Albert Gérard                         |                          | Industriel, conseiller municipal de Château-Regnault-Bogny                                                  |
| 1901                                     | 1904             | Emile Despas                          |                          | Industriel à Braux                                                                                          |
| 1904                                     | 1907 (décès)     | Jules Guillemin-Cosson (1851-1907)    | POSR-SFIO                | Ouvrier métallurgiste, puis gérant d’une société coopérative Maire de Château-Regnault-Bogny                |
| 1907                                     | 1914 (décès)     | Florian Grafteaux (1847-1914)         | POSR-SFIO                | Ouvrier métallurgiste, maire de Deville                                                                     |
| 1914                                     | 1919             | siège vacant                          |                          | |
| 1919                                     | 1938 (décès)     | Léon Bosquet,                         | SFIO                     | Ouvrier ferronnier puis industriel, maire de Château-Regnault (1905-1938)                                   |
| 1938                                     | 1940             | André Compain                         | PC-SFIC                  | Ouvrier Maire de Levrézy                                                                                    |
| 1940                                     |                  |                                       |                          | Les conseils d'arrondissement ont été suspendus par la loi du 12 octobre 1940 et n'ont jamais été réactivés |
| Les données manquantes sont à compléter. |                  |                                       |                          | |

## Composition
Le canton de Monthermé regroupait huit communes et comptait 13 688 habitants (recensement de 1999 sans doubles comptes).
| Nom                 | Code Insee | Intercommunalité                | Population (dernière pop. légale) |
| ------------------- | ---------- | ------------------------------- | --------------------------------- |
| Bogny-sur-Meuse     | 08081      | CC Vallées et Plateau d'Ardenne | 5 222 (2014)                      |
| Deville             | 08139      | CC Vallées et Plateau d'Ardenne | 1 066 (2014)                      |
| Haulmé              | 08217      | CC Vallées et Plateau d'Ardenne | 102 (2014)                        |
| Les Hautes-Rivières | 08218      | CC Vallées et Plateau d'Ardenne | 1 551 (2014)                      |
| Laifour             | 08242      | CC Vallées et Plateau d'Ardenne | 464 (2014)                        |
| Monthermé           | 08302      | CC Vallées et Plateau d'Ardenne | 2 378 (2014)                      |
| Thilay              | 08448      | CC Vallées et Plateau d'Ardenne | 1 071 (2014)                      |
| Tournavaux          | 08456      | CC Vallées et Plateau d'Ardenne | 214 (2014)                        |

## Démographie
| 1962   | 1968   | 1975   | 1982   | 1990   | 1999   | 2006   | 2011   | 2012   |
| ------ | ------ | ------ | ------ | ------ | ------ | ------ | ------ | ------ |
| 16 362 | 16 117 | 16 429 | 15 274 | 14 158 | 13 688 | 12 942 | 12 456 | 12 335 |